# Mitius minutulus
Mitius minutulus är en insektsart som beskrevs av Yang, Jengtze och Changtu Yang 1995. Mitius minutulus ingår i släktet Mitius och familjen syrsor. Inga underarter finns listade i Catalogue of Life.